# Yūsuke Kishida
Yūsuke Kishida (japanisch 岸田 悠佑 Kishida Yūsuke; * 10. Juli 1999 in der Präfektur Nara) ist ein japanischer Fußballspieler.

## Karriere
Kishida erlernte das Fußballspielen in der Jugendmannschaft vom Diablossa Takada FC und Gamba Osaka. Die U23-Mannschaft von Osaka spielte in der dritten Liga, der J3 League. Bereits als Jugendspieler absolvierte er zwei Drittligaspiele. Anschließend wechselte er in die Universitätsmannschaft der Chukyo University. Seinen ersten Vertrag unterschrieb er am 2. Februar 2022 beim Honda FC. Der Verein aus Hamamatsu, einer Stadt in der Präfektur Shizuoka, spielt in der vierten japanischen Liga, der Japan Football League.